# جانی شلیکویچ
جانی شلیکویچ (انگلیسی: Johnny Szlykowicz؛ زادهٔ ۳ دسامبر ۱۹۸۰) بازیکن فوتبال اهل فرانسه است.
از باشگاه‌هایی که در آن بازی کرده‌است می‌توان به باشگاه فوتبال لوزان-اسپورت و باشگاه فوتبال اوسر اشاره کرد.